# Пьяная (приток Селенги)
Пья́ная — река в Прибайкальском районе Бурятии. Левый приток реки Селенги. 
Длина — 18 км.

## География
Образуется слиянием рек Левая Пьяная (длина — 25 км) и Правая Пьяная (длина — 14 км), бегущих от водораздела Хамар-Дабана. В верхней части течёт в таёжной местности с юго-востока на северо-запад в узкой межгорной долине. В нижнем течении по выходе в долину реки Селенги, реку пересекают Транссибирская магистраль и федеральная автодорога Р258 «Байкал», после которой река впадает в Селенгу у восточной окраины села Троицкое.

## Составляющие реки
По расстоянию от устья:
- 18 км — Левая Пьяная
- 18 км — Правая Пьяная

## Данные государственного водного реестра
- Бассейновый округ — Ангаро-Байкальский
- Речной бассейн — Селенга (российская часть бассейнов)
- Речной подбассейн — отсутствует
- Водохозяйственный участок — Селенга от города Улан-Удэ до устья